# Carol Tomé
Carol B. Tomé és una executiva empresarial estatunidenca. És l'executiva en cap d'United Parcel Service (UPS). Va formar part de The Home Depot, on va treballar del 1995 al 2019, exercint de vicepresidenta i tresorera i, més tard, de vicepresidenta executiva i directora financera. Va ser membre de la junta d’UPS des del 2003.
Tomé ha estat nomenada dues vegades a la llista Forbes de les 100 dones més poderoses del món. El 2012, apareix en segon lloc en la llista dels millors directors financers de The Wall Street Journal. Tomé va ser seleccionada per a la primera edició del 2021 de Forbes 50 Over 50; format per empresaris, líders, científics i creadors majors de 50 anys.